# Titia van der Tuuk
Titia Klasina Elisabeth van der Tuuk ('t Zandt, 27 november 1854 - Zeist, 7 mei 1939) was een Nederlands feministisch schrijfster en vertaalster.
Ze was de dochter van Nicolaus van der Tuuk (1821-1867), predikant en Petronella Helena Clasina Lenting (1822-1900), schrijfster van jeugdliteratuur. 
Van der Tuuk volgde de opleiding tot onderwijzeres en haalde de mo-aktes Frans, Duits en wiskunde. Ze werkte aanvankelijk als lerares, maar moest haar vak opgeven vanwege doofheid. Ze nam in 1882 ontslag bij de meisjes-ulo in Deventer, waar ze destijds werkzaam was. Haar atheïstische denkwijze leidde tot veel verzet. Na 1885 begon ze met het vertalen van buitenlandse literatuur in het Nederlands (zoals Oorlog en vrede van Leo Tolstoj) en het schrijven van jeugdliteratuur en historische romans. Ook schreef zij voor het tijdschrift Sint-Nicolaas. Ze was in haar activisme voorstandster van atheïsme, geheelonthouding, vegetarisme en pacifisme. Ze was lid van de Haarlemse afdeling van de vrijdenkersvereniging De Dageraad, ze correspondeerde met Multatuli. Dekkers feministische IDEEN vormden een grote inspiratiebron voor haar. Als auteur gebruikt ze vaak het pseudoniem Vitalis (afgeleid van vita, wat 'leven' betekent in het Latijn). Ze was nooit getrouwd, maar woonde vanaf 1897 samen met Rose Roosegaarde Bisschop (1856-1940).
Via De Dageraad maakte ze kennis met de politicus Carel Victor Gerritsen, de socialist Ferdinand Domela Nieuwenhuis, de arts Aletta Jacobs en de schrijfster Elise Haighton, de eerste vrouw in het bestuur van de vereniging. Mede door hen raakte ze overtuigd van feministische ideeën. Ze zette in 1883 met Haighton en Jacobs de eerste vrouwenkiesrecht actie op touw (de bekende actie waarbij Jacobs als belastingbetalende burgeres haar kiesrecht opeiste, maar dat niet kreeg). Van der Tuuk is actief gebleven voor de vrouwenzaak. Ze volgde in 1885 Haighton op in de redactie van De Dageraad en in 1887 werd ze lid van het bestuur. 

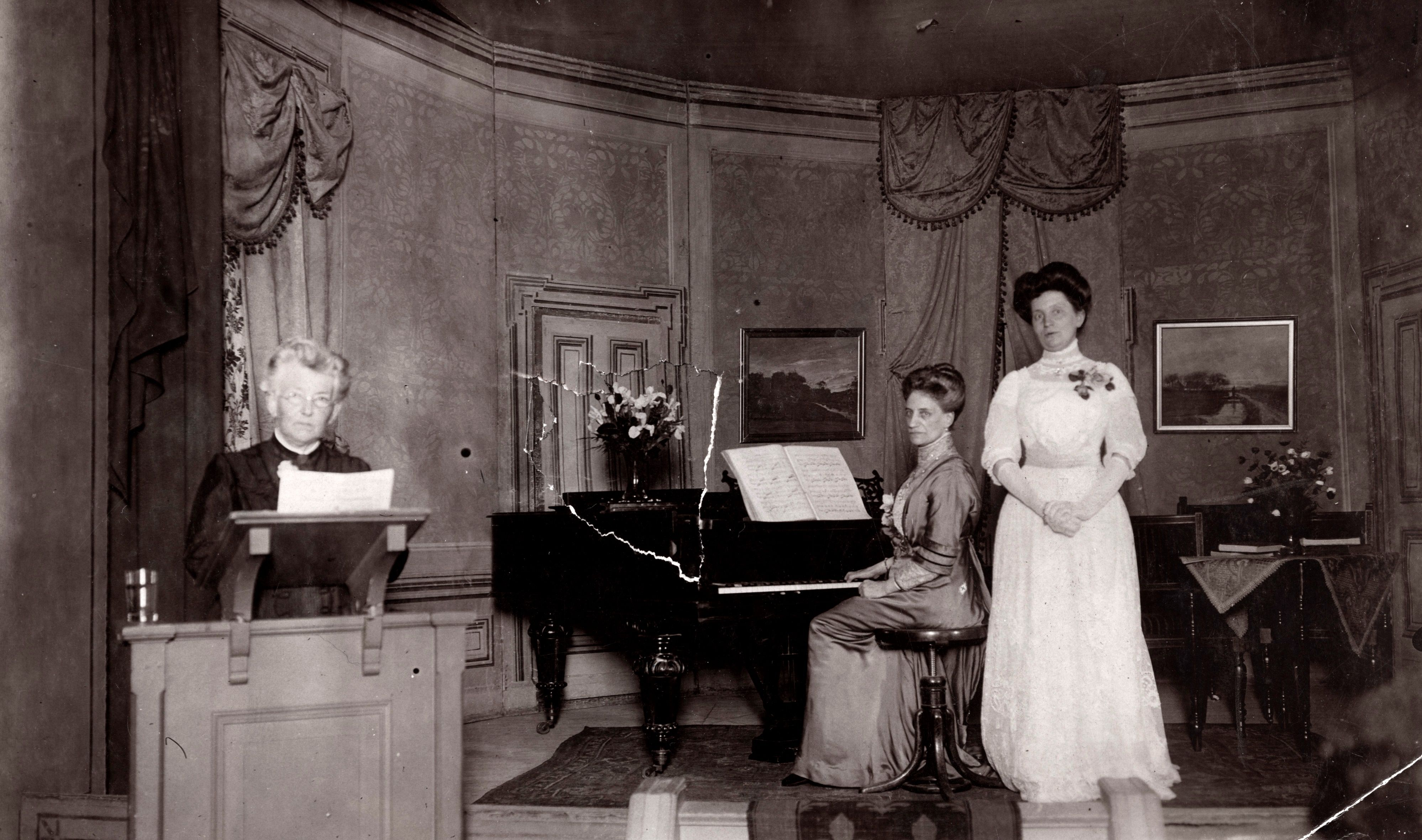
Optreden van de zangeres Alida Bertels tijdens een bijeenkomst voor het vrouwenkiesrecht. Achter de zangeres zit een pianiste en achter het katheder staat Titia van der Tuuk. Gebouw Parkzicht aan de Hobbemastraat. Amsterdam, 1911

Van der Tuuk gaf tussen 1895 en 1897 een eigen tijdschrift uit met de titel Excelsior: Maandschrift voor jonge dames. De doelgroep waren meisjes die net klaar waren met school en het tijdschrift werd gevuld met onder andere verhalen, poëzie en beschouwingen over zaken die op meisjes van toepassing waren. Ook stonden er korte stukken tekst in andere talen in, waarover van der Tuuk schreef dat deze goed waren om de talenkennis van de lezers te bevorderen.

## Vertalingen
- 1869 - Goud-Elsje (naar aanleiding van Marlitt's Goud Elsje). Deventer, A. ter Gunne. Vertaling uit het Hoogduitsch van: Goldelschen van Eugenie Marlitt (pseudoniem van Eugenie John)
- 1887 - Oorlog en vrede. Historische roman van Leo graaf Tolstoï. Eerste deel: Vóór Tilsit. 1805-1807; Tweede deel: De inval. 1807-1812; Derde deel: Borodino. De Franschen in Moskou. Besluit. 1812-1820. Arnhem, Gouda Quint. Naar de Fransche en Hoogduitsche vertalingen
- 1888 - Don Quichotte. Amsterdam, W. Versluys. Vert. van: Don Quijote van Miguel de Cervantes y Saavedra, 1605, 1615. Uit het Spaans vertaald
- 1888 - Arthur en Squirrel. Een verhaal voor kinderen en voor hen, die van kinderen houden van Johanna Spyri. Amsterdam, Veen
- ca. 1890 - Rijk en arm. Twee verhalen voor meisjes. Deventer, A.J. van den Sigtenhorst. Bevat: Het neefje uit de oost; De leelijkste van de vijf
- 1891 - De pages van Francis Vere. Een verhaal uit den 80-jarigen oorlog. Almelo, W. Hilarius Wzn. Vert. van: By England's aid, or, The freeing of the Netherlands (1585-1604) van G.A. Henty, 1891
- 1891 - In dienst van den Prins. Een verhaal uit den 80-jarigen oorlog. Almelo, W. Hilarius Wzn. Naar het Engelsch van G.A. Henty
- 1892 De jonge vaandrig. Een verhaal uit de dagen van Waterloo. Almelo, W. Hilarius Wzn. Bew. naar: One of the 28th. A tale of Waterloo van G.A. Henty, 1889
- 1892 - Voor den tempel. Een verhaal uit de eerste eeuw onzer jaartelling. Almelo, W. Hilarius Wzn. Vert. van: For the temple van G.A. Henty 1888. Ca. 1900 uitgegeven als: Een jeugdige held. Een verhaal uit de eerste eeuw onzer jaartelling
- 1894 - Naar de Noordpool. Amsterdam, D.B. Centen. Vert. van: Une Française au pôle Nord van P. Maël, 1893
- 1894 - Voor vrijheid en onafhankelijkheid. Een verhaal uit den Griekschen Vrijheidsoorlog (1821-1832). Almelo, W. Hilarius Wzn. Vert. van: The lion of the North van G.A. Henty, 1886
- 1894 - Met Hannibal over de Alpen. Almelo, W. Hilarius Wzn. Vert. van: The young Carthaginians van G.A. Henty, 1887
- 1895 - Een vroolijk viertal. Almelo, W. Hilarius Wzn. Vrij naar het Engelsch van  Ismay Thorn
- 1895 - De gebiedende goedheid. Vert. van: L'impérieuse bonté van J.-H. Rosny (= pseudoniem van de broers Joseph Boex en Séraphin Boex), 1894
- 1895 - In ballingschap. Lotgevallen van een jongen Engelschman in dienst van Karel XII van Zweden. Almelo, W. Hilarius Wzn. Naar het Engelsch van G.A. Henty
- 1895 - Andersens sproken en vertellingen. Dl. 1: Morgenrood; Dl. 2: Lenteleven; Dl. 3: Zonneschijn/ Naverteld door S.J. Andriessen. 4de geheel herziene en veel vermeerdede druk, bewerkt. door Titia van der Tuuk
- 1896 - Thankmar de Sicambriër. Een verhaal uit den tijd van Julius Cesar. Meppel, H. ten Brink. Vert. van: Thankmar, der Sugambrer van Robert Münchgesang
- 1896 - Spartacus, de slavenaanvoerder. Een verhaal uit het oude Rome. Meppel, H. ten Brink. Bewerkt uit het Hoogduitsch van Robert Münchgesang
- 1897 - Wrakhout. Zeven schetsen. Almelo, W. Hilarius Wzn. naar het Engels van Hub. Crackanthorpe bewerkt
- 1898 - Slachtoffers van het oude vooroordeel. Uit het Engels van Geo. Paston
- 1898 - Friedel, de bestedeling. Een verhaal voor de jeugd. Leiden, A.H. Adriani. Naar het Duitsch van H. Brandstädter
- ca. 1900 - Onder de vanen van Gustaaf Adolf. Een verhaal uit den dertigjarigen oorlog. Almelo, W. Hilarius Wzn. Naar het Engelsch van G.A. Henty
- 1907 - Het heele jaar rond. Almelo, W. Hilarius Wzn. Gedeeltelijk naar het Engelsch
- 1907 - Vijver en stroom. Almelo, W. Hilarius Wzn. Gedeeltelijk naar het Engelsch
- 1907 - Het vegetarisme een economische noodzakelijkheid. Uit het Duitsch van J. Sponheimer
- 1907 - De tooverviool. Een ware geschiedenis van iemand die haar gevonden en van een die haar bespeeld heeft. Leiden, Adriani. Naar het Duitsch van H. Brandstaedter
- 1907 Wat er in onzen tuin te zien is. Almelo, W. Hilarius Wzn. Gedeeltelijk naar het Engelsch
- 1908 - Bekeerd. Almelo, W. Hilarius Wzn. Naar het Engelsch van Elizabeth Robins
- 1910 - Zelfopvoeding. Almelo, W. Hilarius Wzn. Vert. van: L'éducation de soi même van Paul Dubois, 1909
- 1910 - Levenswandel. Een boek voor jonge menschen. Zwolle : Ploegsma. Vert. uit het Duitsch van Fr.W. Foerster
- 1910 - Erichs vacantie. Een verhaal voor de jeugd. Leiden, Adriani. Naar het Duitsch van H. Brandstaedter
- 1911 - School en karakter : bijdragen tot de pedagogiek der gehoorzaamheid en tot de hervorming der schooltucht. Zwolle, Ploegsma. Vert. en bew. uit het Duitsch van Fr.W. Foerster
- 1912 De opvoeding van den wil. Zwolle, J. Ploegsma. Vertaling van: L'éducation de la volonté van Jules Payot. Naar de 34ste Fransche uitgave bewerkt
- 1913 - Karaktervorming : een boek voor ouders, onderwijzers en geestelijken. Zwolle, J. Ploegsma. Vertaling van: Jugendlehre van Fr.W. Foerster
- 1917 - Opvoeding en zelfopvoeding, voornaamste gezichtspunten voor ouders en onderwijzers, opvoeders en verzorgers der jeugd. Zeist, Ploegsma. Vert. van: Erziehung und Selbsterziehung van van Fr.W. Foerster, 1917
- 1926 - Door het noodlot achterhaald (Erlöst). Roman. Zeist, Swartsenburg. Vert. van: Erlöst van Nataly von Eschstruth (pseud. van Nataly von Knobelsdorff-Brenkenhoff)

- Biografisch Portaal: 15700044
- Digitale Bibliotheek voor de Nederlandse Letteren: tuuk003
- Gemeinsame Normdatei: 127247432
- International Standard Name Identifier: 0000 0000 1645 8674
- Library of Congress Control Number: n2017181995
- Nederlandse Thesaurus van Auteursnamen: 073182397
- Virtual International Authority File: 42853845
- WorldCat: E39PBJrrrJqbyKw8hVfpc3xJjC